# Liga de Tailandia 2017
La Liga de Tailandia 2017 (también conocida como Toyota Thai League por razones de patrocinio) fue la 21.ª temporada de la Liga de Tailandia, la liga profesional de mayor novel para clubes de fútbol de Tailandia, desde su establecimiento en 1996. La liga inició el 12 de enero y finalizó el 18 de noviembre.
La liga contó con dieciocho equipos: quince de la edición anterior y tres ascendidos de la Liga 2 de Tailandia 2016. Todos los clubes que obtuvieron el cupo para la liga premier tailandesa estuvieron sujetos a la aprobación de los criterios de licencia de la AFC antes de ser elegibles para participar. El Muangthong United es el campeón defensor.

## Equipos
Bangkok United

Bangkok Glass

Muangthong United

Port

Super Power Samut Prakan

Thai Honda Ladkrabang

Police Tero
Los clubes Army United, Chainat Hornbill y BBCU fueron relegados al final de la temporada anterior luego de finalizar en las tres últimas posiciones de la tabla. Ellos fueron reemplazados por el campeón de la Liga 2 de Tailandia 2016, Thai Honda Ladkrabang, el subcampeón Ubon UMT United y el tercer ubicado Port. Los campeones de la categoría de plata no jugaban desde la temporada 2007, el Ubon UMT United fue fundado en el 2015 y lograron el ascenso a la máxima categoría por vez primera en su corta historia, mientras que el club Port FC regresó luego de estar una temporada en la Liga 2.

### Ciudades y estadios
Equipos ordenados alfabéticamente. En cursiva los ascendidos a la categoría.
| Equipo                | Provincia         | Estadio              | Aforo  | Ref.   |
| --------------------- | ----------------- | -------------------- | ------ | ------ |
| Bangkok Glass         | Pathum Thani      | Leo                  | 16,014 | [ 3 ]  |
| Bangkok United        | Pathum Thani      | Thammasat            | 25,000 | [ 4 ]  |
| Buriram United        | Buriram           | New I-Mobile Stadium | 32,600 | [ 5 ]  |
| Chiangrai United      | Chiangrai         | Singha               | 11,354 | [ 6 ]  |
| Chonburi              | Chonburi          | Chonburi             | 8,680  | [ 7 ]  |
| Muangthong United     | Nonthaburi        | SCG                  | 15,000 | [ 8 ]  |
| Nakhon Ratchasima     | Nakhon Ratchasima | 80.º Aniversario     | 24,641 | [ 9 ]  |
| Navy                  | Chonburi          | Sattahip Navy        | 6,000  | [ 10 ] |
| Pattaya United        | Chonburi          | Nong Prue            | 5,500  | [ 11 ] |
| Police Tero           | Bangkok           | Police Stadium       | 3,550  | [ 12 ] |
| Port                  | Bangkok           | PAT Stadium          | 12,000 | [ 13 ] |
| Ratchaburi Mitr Phol  | Ratchaburi        | Mitr Phol            | 10,000 | [ 14 ] |
| Sisaket               | Sisaket           | Sri Nakhon Lamduan   | 10,000 | [ 15 ] |
| Sukhothai             | Sukhothai         | Thung Thalay Luang   | 8,000  | [ 16 ] |
| Samut Prakan          | Samut Prakan      | Samut Prakarn        | 5,100  | [ 17 ] |
| Suphanburi            | Suphanburi        | Suphan Buri          | 25,000 | [ 18 ] |
| Thai Honda Ladkrabang | Bangkok           | 72.º Aniversario     | 10,000 | [ 19 ] |
| Ubon UMT United       | Ubon Ratchathani  | UMT                  | 6,000  | [ 20 ] |

### Personal y equipación
Nota: Loas banderas indican el equipo nacional tal como se ha definido en las reglas de elegibilidad de la FIFA. Los jugadores pueden tener más de una nacionalidad.
| Equipo                   | Entrenador               | Capitán               | Fabricante        | Patrocinador              |
| ------------------------ | ------------------------ | --------------------- | ----------------- | ------------------------- |
| Bangkok Glass            | Aurelio Vidmar           | Matt Smith            | Nike              | Boon Rawd Brewery         |
| Bangkok United           | Alexandré Pölking        | Wittaya Madlam        | Ari               | True Corporation          |
| Buriram United           | Ranko Popović            | Suchao Nuchnum        | Hecho por el club | ThaiBev                   |
| Chiangrai United         | Alexandre Gama           | Tanaboon Kesarat      | Hecho por el club | Boon Rawd Brewery         |
| Chonburi                 | Therdsak Chaiman         | Chonlatit Jantakam    | Nike              | ThaiBev                   |
| Muangthong United        | Totchtawan Sripan        | Teerasil Dangda       | Grand Sport       | Siam Cement               |
| Nakhon Ratchasima        | Miloš Joksić             | Chalermpong Kerdkaew  | Hecho por el club | Mazda                     |
| Navy                     | Somchai Chuayboonchum    | Nataporn Phanrit      | Hecho por el club | HR-Pro                    |
| Pattaya United           | Surapong Kongthep        | Lee Won-young         | Ari               | SANWA                     |
| Police Tero              | Mike Mulvey              | Datsakorn Thonglao    | FBT               | ThaiBev                   |
| Port                     | Jadet Meelarp            | David Rochela         | Grand Sport       | Muang Thai Life Assurance |
| Ratchaburi Mitr Phol     | Pacheta                  | Carlos                | Ari               | Mitr Phol                 |
| Sisaket                  | Velizar Popov            | Ekkapan Jandakorn     | Ari               | Muang Thai Life Assurance |
| Sukhothai                | Pairoj Borwonwatanadilok | Yuttapong Srilakorn   | Infinit           | ThaiBev                   |
| Super Power Samut Prakan | vacante                  | Sakda Joemdee         | FBT               | Loso-D                    |
| Suphanburi               | Worrawoot Srimaka        | Rangsan Viwatchaichok | Warrix            | ThaiBev                   |
| Thai Honda Ladkrabang    | Leonardo Neiva           | Watchara Mahawong     | KELA              | Honda                     |
| Ubon UMT United          | Scott Cooper             | Victor                | Eureka Sports     | UMT                       |

### Cambio de entrenadores
| Equipo                   | Entrenador saliente   | Fecha de salida | Modo de salida           | Pos.          | Entrenador               | Fecha de nombramiento    |
| ------------------------ | --------------------- | --------------- | ------------------------ | ------------- | ------------------------ | ------------------------ |
| Sukhothai                | Somchai Chuayboonchum | Despido         | 26 de septiembre de 2016 | Pre-temporada | Somchai Makmool          | 27 de septiembre de 2016 |
| Chiangrai United         | Teerasak Po-on        | Despido         | 20 de octubre de 2016    | Pre-temporada | Alexandre Gama           | 20 de octubre de 2016    |
| Sisaket                  | Masahiro Wada         | Fin de contrato | 27 de octubre de 2016    | Pre-temporada | Dusit Chalermsan         | 27 de octubre de 2016    |
| Navy                     | Stefano Cugurra       | Despido         | 3 de noviembre de 2016   | Pre-temporada | Somchai Chuayboonchum    | 3 de noviembre de 2016   |
| Police Tero              | Surapong Kongthep     | Fin de contrato | 20 de diciembre de 2016  | Pre-temporada | Uthai Boonmoh            | 2 de febrero de 2017     |
| Pattaya United           | Kim Hak-chul          | Fin de contrato | 20 de diciembre de 2016  | Pre-temporada | Surapong Kongthep        | 20 de diciembre de 2016  |
| Sisaket                  | Dusit Chalermsan      | Despido         | 2 de marzo de 2017       | 18th          | Velizar Popov            | 15 de marzo de 2017      |
| Super Power Samut Prakan | Chalermwoot Sa-Ngapol | Renuncia        | 9 de marzo de 2017       | 18th          | Jason Withe              | 9 de marzo de 2017       |
| Sukhothai                | Somchai Makmool       | Despido         | 10 de marzo de 2017      | 16th          | Pairoj Borwonwatanadilok | 12 de marzo de 2017      |
| Suphanburi               | Sérgio Farias         | Despido         | 16 de abril de 2017      | 14th          | Worrawoot Srimaka        |                          |
| Thai Honda               | Sirisak Yodyardthai   | Despido         | 30 de abril de 2017      | 15th          | Leonardo Neiva           |                          |
| Samut Prakan FC          | Jason Withe           | Renuncia        | 1 de junio de 2017       | 20th          |                          |                          |
| Police Tero              | Uthai Boonmoh         | Renuncia        | 3 de junio de 2017       | 10th          | Mike Mulvey              | 5 de junio de 2017       |

### Jugadores extranjeros
El número de jugadores extranjeros está limitando estrictamente a cuatro por equipo, incluyendo un cupo para un jugador de la AFC. Un equipo puede utilizar cuatro jugadores extranjeros en el campo durante cada juego, incluyendo al menos un jugador de algún país asiático.
| Club                  | Jugador 1         | Jugador 2         | Jugador 3            | Jugador 4        | Jugador AFC       | Exjugador                         |
| --------------------- | ----------------- | ----------------- | -------------------- | ---------------- | ----------------- | --------------------------------- |
| Bangkok Glass         | Jhasmani Campos   | Ariel Rodríguez   | Toti                 | Matt Smith       | Jurato Ikeda      |                                   |
| Bangkok United        | Yohan Tavares     | Mario Gjurovski   | Dragan Boškovic      | Jaycee John      | Mehrdad Pooladi   | Gilberto Macena                   |
| Buriram United        | Rafael Bastos     | Diogo             | Jajá                 | Andrés Túñez     | Go Seul-ki        | Rogérinho Sölvi Ottesen           |
| Chiangrai United      | Everton           | Felipe Azevedo    | Vander               | Rafael Coelho    | Henrique          |                                   |
| Chonburi              | Renan Marques     | Prince Amponsah   | Fodé Diakité         |                  | Ryotaro Nakano    | André Luís                        |
| Muangthong United     | Heberty           | Leandro Assumpção | Célio                | Lee Ho           | Naoaki Aoyama     | Xisco                             |
| Nakhon Ratchasima     | Paulo Rangel      | Antonio Pina      | Dominic Adiyiah      | Krste Velkoski   | Victor Igbonefo   |                                   |
| Navy                  | André Luís        | Rodrigo Vergilio  | Adefolarin Durosinmi | Bang Seung-hwan  | Seiya Kojima      | Björn Lindemann Julius Oiboh      |
| Pattaya United        | Wellington Priori | Miloš Stojanović  |                      | Kim Tae-yeon     | Lee Won-young     | Milan Bubalo                      |
| Police Tero           | Tartá             | Michaël N'dri     | Mario                | Kalifa Cissé     | Kim Dong-chan     |                                   |
| Port                  | Rodrigo Maranhão  | Josimar           | David Rochela        | Sergio Suárez    | Genki Nagasato    | Andrija Kaluđerović Matías Jadue  |
| Ratchaburi Mitr Phol  | Joël Sami         | Marcel Essombé    | Alharbi El Jadeyaoui | Philip Roller    | Takafumi Akahoshi | Carlos                            |
| Sisaket               | Mariano Berriex   | Björn Lindemann   | Denis Silva          | Leroy Lita       | Isaka Cernak      | Leandro Assumpção Yusei Ogasawara |
| Sukhothai             | Bireme Diouf      | John Baggio       | Admir Adrović        | Hiromichi Katano | Masaaki Ideguchi  | Anton Zemlianukhin                |
| Samut Prakan          | Moreira           | Lyuben Nikolov    | Sydney Urikhob       | Ramsés Bustos    | Lee Keon-Pil      | Anthony Moura                     |
| Suphanburi            | Nicolás Vélez     | Dellatorre        | Diego Madrigal       | Gilson           | Marcelo Xavier    |                                   |
| Thai Honda Ladkrabang | Diego Assis       | Rafinha           | Ricardo Jesus        | Tatsuro Inui     | Michitaka Akimoto | Gustavo Claudio Ronir             |
| Ubon UMT United       | Danielzinho       | Carlão            | Victor               | Bajram Nebihi    | Kenta Yamazaki    | Tiago Chulapa Mariano Berriex     |

## Tabla de posiciones
| Pos. | Equipo                  | Pts. | PJ | G  | E  | P  | GF | GC  | Dif. | Clasificación o descenso                                           |
| ---- | ----------------------- | ---- | -- | -- | -- | -- | -- | --- | ---- | ------------------------------------------------------------------ |
| 1    | Buriram United (C)      | 86   | 34 | 27 | 5  | 2  | 85 | 22  | +63  | Clasificado a fase de grupos de Liga de Campeones de la AFC 2018   |
| 2    | Muangthong United       | 72   | 34 | 22 | 6  | 6  | 79 | 29  | +50  | Clasificado a ronda de playoff de Liga de Campeones de la AFC 2018 |
| 3    | Bangkok United          | 66   | 34 | 21 | 3  | 10 | 97 | 57  | +40  |                                                                    |
| 4    | Chiangrai United        | 60   | 34 | 18 | 6  | 10 | 67 | 42  | +25  | Clasificado a ronda de playoff de Liga de Campeones de la AFC 2018 |
| 5    | Bangkok Glass           | 56   | 34 | 16 | 8  | 10 | 63 | 44  | +19  |                                                                    |
| 6    | Ratchaburi Mitr Phol    | 55   | 34 | 16 | 7  | 11 | 63 | 49  | +14  |                                                                    |
| 7    | Chonburi                | 53   | 34 | 15 | 8  | 11 | 59 | 59  | 0    |                                                                    |
| 8    | Pattaya United          | 51   | 34 | 15 | 6  | 13 | 60 | 53  | +7   |                                                                    |
| 9    | Port                    | 50   | 34 | 14 | 8  | 12 | 60 | 63  | −3   |                                                                    |
| 10   | Ubon UMT United         | 47   | 34 | 12 | 11 | 11 | 55 | 54  | +1   |                                                                    |
| 11   | Suphanburi              | 43   | 34 | 11 | 10 | 13 | 52 | 58  | −6   |                                                                    |
| 12   | Nakhon Ratchasima Mazda | 41   | 34 | 10 | 11 | 13 | 42 | 48  | −6   |                                                                    |
| 13   | Navy                    | 40   | 34 | 10 | 10 | 14 | 42 | 50  | −8   |                                                                    |
| 14   | BEC Tero Sasana         | 39   | 34 | 10 | 9  | 15 | 42 | 57  | −15  |                                                                    |
| 15   | Sukhothai               | 36   | 34 | 8  | 12 | 14 | 54 | 66  | −12  |                                                                    |
| 16   | Thai Honda Ladkrabang   | 28   | 34 | 8  | 4  | 22 | 43 | 68  | −25  | Descenso a Liga 2 de Tailandia                                     |
| 17   | Sisaket                 | 23   | 34 | 6  | 5  | 23 | 43 | 90  | −47  | Descenso a Liga 2 de Tailandia                                     |
| 18   | Samut Prakan            | 6    | 34 | 1  | 3  | 30 | 31 | 128 | −97  | Descenso a Liga 2 de Tailandia                                     |

 Fuente: Thai League
Criterios de clasificación: 1) Points; 2) Head-to-head points; 3) Head-to-head goals difference.
Notas:
1. ↑  Chiangrai United clasificado a ronda de playoff de Liga de Campeones de la AFC 2018 en su calidad de campeón de la Copa FA de Tailandia 2017.

Fuenteː

## Máximos goleadores
Actualización final el 18 de noviembre 2017.
| Pos. | Jugador                      | Club                                | Goles |
| ---- | ---------------------------- | ----------------------------------- | ----- |
| 1    | Dragan Bošković              | Bangkok United                      | 38    |
| 2    | Jakson Avelino Coelho (Jajá) | Buriram United                      | 34    |
| 3    | Renan Marques                | Chonburi                            | 27    |
| 4    | Diogo                        | Buriram United                      | 26    |
| 5    | Leandro Assumpção            | Sisaket (11) Muangthong United (13) | 24    |
| 6    | Marcel Essombé               | Ratchaburi Mitr Phol                | 20    |
| 7    | Felipe Azevedo               | Chiangrai United                    | 18    |
| 8    | Mario Gjurovski              | Bangkok United                      | 17    |
| 9    | Miloš Stojanović             | Pattaya United                      | 15    |
| 9    | Rodrigo Vergilio             | Navy                                | 15    |